# Jekaterinowka (Saratow, Jekaterinowski)
Jekaterinowka (russisch Екатери́новка) ist eine Siedlung städtischen Typs in der Oblast Saratow in Russland mit 6364 Einwohnern (Stand 14. Oktober 2010).

## Geographie
Der Ort liegt knapp 130 km Luftlinie nordwestlich des Oblastverwaltungszentrums Saratow unweit der Quelle der Atkara, eines rechten Nebenflusses der Medwediza.
Jekaterinowka ist Verwaltungszentrum des Rajons Jekaterinowski sowie Sitz und einzige Ortschaft der Stadtgemeinde Jekaterinowskoje gorodskoje posselenije.

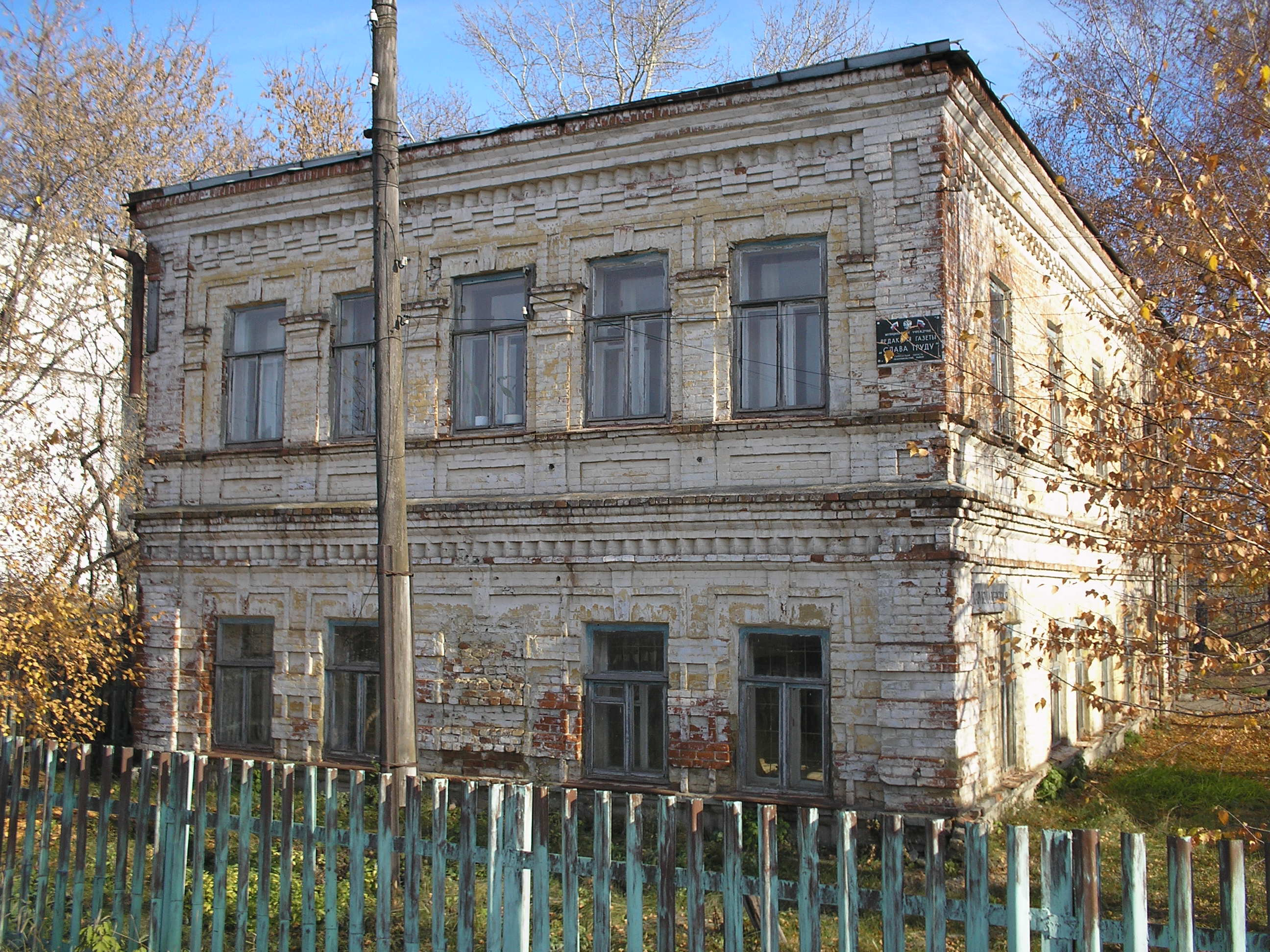
Ehemaliges Kaufmannshaus (erbaut um 1900)
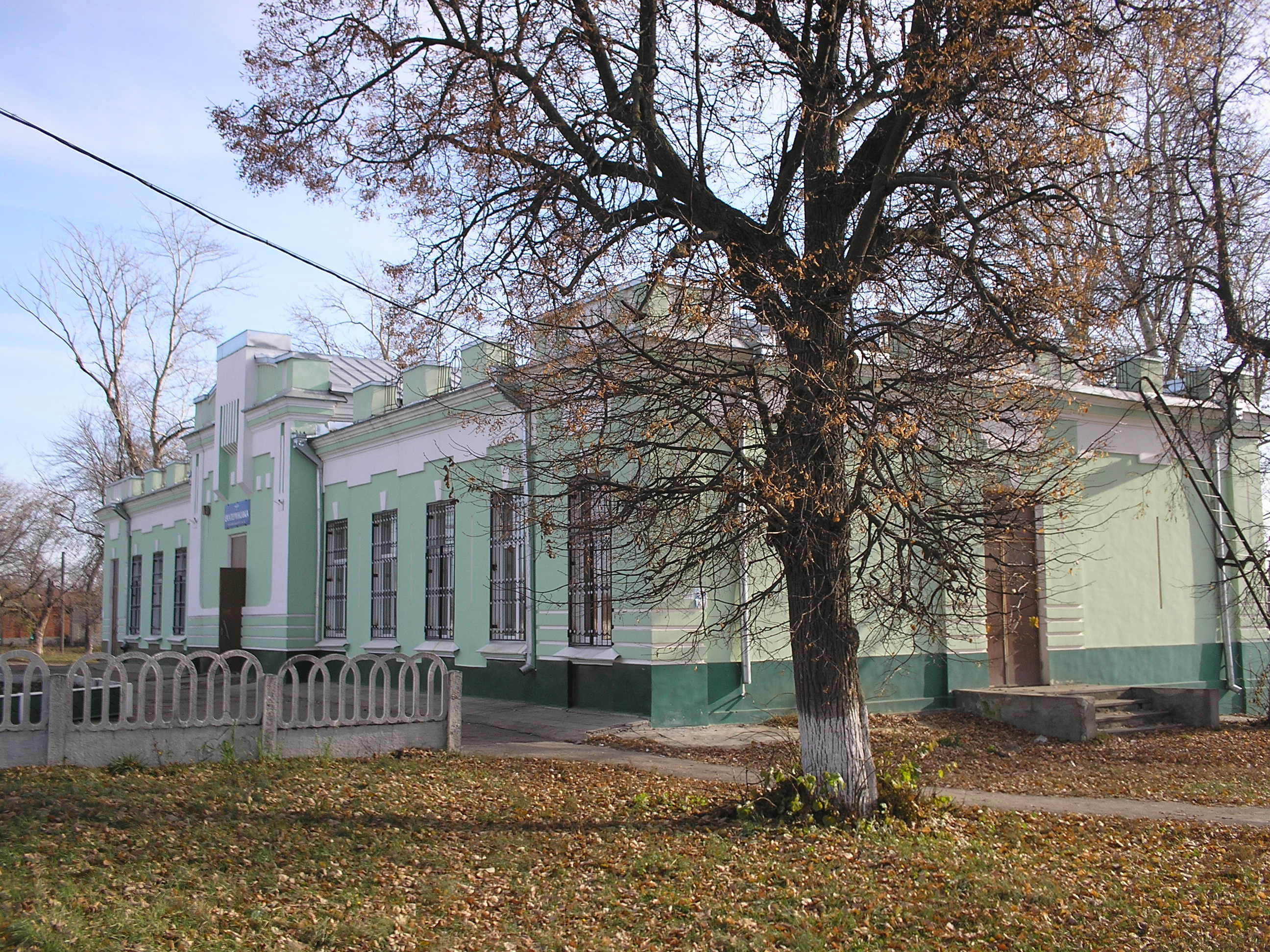
Bahnhof

## Geschichte
Der Ort entstand 1871 im Zusammenhang mit dem Bau der Eisenbahnstrecke von Koslow (heute Mitschurinsk) nach Saratow, als dort eine Station eröffnet und nach dem drei Kilometer südlich gelegenen Dorf Jekaterinowka benannt wurde. Schon bald übertraf die Einwohnerzahl und wirtschaftliche Bedeutung des neuen Ortes bei der Bahnstation die des ursprünglichen Dorfes: Bereits gegen Ende des 19. Jahrhunderts wurde es als Bolschaja Jekaterinowka („Groß-Jekaterinowka“) bezeichnet, später wieder verkürzt zu Jekaterinowka, und das ursprüngliche Dorf, das diesen Namen bis heute trägt, als Malaja Jekaterinowka („Klein-Jekaterinowka“). Die Dörfer gehörten zum Ujesd Atkarsk des Gouvernements Saratow.
Am 23. Juli 1928 wurde Jekaterinowka Verwaltungssitz eines neu geschaffenen, nach ihm benannten Rajons. 1958 erhielt der Ort den Status einer Siedlung städtischen Typs.

### Bevölkerungsentwicklung
| Jahr | Einwohner |
| ---- | --------- |
| 1897 | 2134      |
| 1939 | 4361      |
| 1959 | 5707      |
| 1970 | 6868      |
| 1979 | 5924      |
| 1989 | 6722      |
| 2002 | 6483      |
| 2010 | 6364      |

Anmerkung: Volkszählungsdaten

## Verkehr
Jekaterinowka besitzt einen Bahnhof bei Kilometer 711 der auf diesem Abschnitt 1871 eröffneten und seit 1987 elektrifizierten Eisenbahnstrecke Moskau – Rjasan – Tambow – Saratow. Südlich an der Siedlung vorbei verläuft die Regionalstraße (Tambow –) Kirsanow – Rtischtschewo – Saratow. In südlicher Richtung zweigt eine Straße ins benachbarte, 60 km entfernte Rajonzentrum Kalininsk ab.